# Biserica de lemn din Frătăuții Noi
Biserica de lemn „Adormirea Maicii Domnului” din Frătăuții Noi este un lăcaș de cult ortodox construit în anul 1744 în satul Frătăuții Noi din comuna omonimă aflată în județul Suceava. Edificiul religios se află localizat în cimitirul satului și are hramul Adormirea Maicii Domnului, sărbătorit la data de 15 august. În perioada 1884-1896 la această biserică a slujit preotul Iraclie Porumbescu, tatăl cunoscutului compozitor Ciprian Porumbescu.
Biserica de lemn din Frătăuții Noi nu a fost inclusă pe Lista monumentelor istorice din județul Suceava, în ciuda vechimii și a importanței sale istorice.

## Istoricul localității
Satul Frătăuții Noi este situat în partea de nord-est a județului Suceava, fiind străbătut de râul Suceava. El se află la o distanță de circa 13 km nord de municipiul Rădăuți, în apropiere de granița cu Ucraina.
Prima sa atestare documentară datează din anul 1412, dar se pare că satul ar fi existat și în secolul al XIV-lea. Satul a fost inițial sat boieresc, fiind stăpânit de boierul Giurgiu de Frătăuți (până în 1433), apoi de fiul acestuia, Danco. În anul 1489, Frătăuții Noi au trecut în administrarea Mănăstirii Putna, după cum afirmă Aron Pumnul în lucrarea despre proprietățile Mănăstirii Putna apărută la Cernăuți în 1865.

## Istoricul bisericii
Biserica veche de lemn din Frătăuții Noi a fost construită în jurul anului 1744 și se află astăzi în cimitirul satului. Dorinel Ichim menționează existența unei pisanii la această biserică, dar nu o datează. Conform acesteia, ctitorul lăcașului de cult este Ștefan Nicoară. Biserica a fost pictată în secolul al XVIII-lea în stil baroc moldovenesc.
Lângă peretele absidei laterale sudice a bisericii se află o cruce ridicată în anul 1840, pe mormântul preotului paroh Pantelimon Maierean. Pe piatra tombală este o inscripție cu caractere chirilice: „Aice [să] odihnesc oasăle robului [lui] Dumnezău prezviter Pantelemon Maierean paroh Frătăuțului Nou, carele în ai 60-le ani ai vieții sale la 10 octombrie anul 1828 au răpăosat”. Crucea a fost refăcută de epitropul Epifanie Maierean în 1968.
Între anii 1884-1896 a slujit aici ca preot paroh omul de cultură Iraclie Porumbescu (1823-1896), tatăl compozitorului Ciprian Porumbescu. El fusese anterior preot paroh la Stupca, dar se mutase de acolo după moartea fiului său din anul 1883. La Frătăuții Noi, preotul Iraclie a fost și învățător; el a organizat la școala din sat cursuri de industrie casnică, de împletituri (din nuiele, papură, paie ori pănuși) și de apicultură.
Iraclie Porumbescu a decedat la 13 februarie 1896, la vârsta de 73 de ani. A fost înmormântat în cimitirul din jurul bisericuței de lemn, foarte aproape de altarul la care slujise ca preot. Pe crucea sa de mormânt se află următoarea inscripție: „Aice zace marele naționalist și poet ecsarch archiepiscopal Jraclie PORUMBESCU paroch ortodocs nă ot Sucevița în 9/III 1823 mort la 13/II 1896. Fiei țerina ușoară”. Fiul său, Ștefan Porumbescu (1856-1896), a murit și el în același an și a fost înmormântat tot lângă peretele bisericii. În anul 1971 s-a inaugurat complexul muzeal de la Stupca, iar rămășițele pământești ale părintelui Iraclie și ale lui Ștefan Porumbescu au fost deshumate și transportate în cimitirul satului Stupca, fiind reînhumate lângă mormintele lui Ciprian Porumbescu (1853-1883), a mamei sale Emilia (1826-1876) și ale celorlalți frați ai compozitorului.
În anul 1932, biserica a fost reparată, cu acest prilej montându-se pe acoperiș o învelitoare din tablă. Ulterior, s-a revenit la o învelitoare din draniță. Lăcașul de cult dispune de două clopote: unul mai mare din 1876 și unul mai mic din 1895.
La sud-vest de bisericuța de lemn se află un turn-clopotniță de lemn, de formă octogonală și cu un etaj, acoperit cu șindrilă.
Pe măsura trecerii timpului, populația satului Frătăuții Noi a crescut, iar biserica de lemn s-a dovedit neîncăpătoare. În anul 1908 a fost înălțată în sat o biserică de zid.

## Arhitectura bisericii
Biserica de lemn din Frătăuții Noi este construită în totalitate din bârne de stejar cioplite din grinzi despicate. Ea se sprijină pe un soclu din piatră de râu. Edificiul are un acoperiș înalt, cu pante repezi, cu o învelitoare din șindrilă bătută în „solzi”. Pe coama bisericii se află două cruci (una în partea de est și alta în partea de vest).
Monumentul are formă treflată (plan triconc), cu abside laterale dreptunghiulare, cu absida altarului poligonală și cu pronaos pentagonal. Lăcașul de cult este prevăzut cu o singură ușă, aflată în peretele sudic al pronaosului.
În interior, biserica este împărțită în trei încăperi: pronaos, naos și altar. Intrarea în biserică se face pe o ușă situată în peretele sudic al pronaosului. Pronaosul are o formă pentagonală în partea de vest. În acest spațiu se află două ferestre: una dreptunghiulară terminată în unghi în axul contraabsidei și o alta pe peretele sudic. Naosul are două abside dreptunghiulare, în care se află dispuse câte o fereastră dreptunghiulară terminată la partea superioară în unghi.
Altarul are o absidă de formă poligonală, fără a avea nișele în care să se afle proscomidiarul și diaconiconul. Aici se află două ferestre dreptunghiulare încheiate în unghi: una în axa absidei și cealaltă pe peretele sudic. Acest spațiu este acoperit cu o boltă semicilindrică.

## Imagini

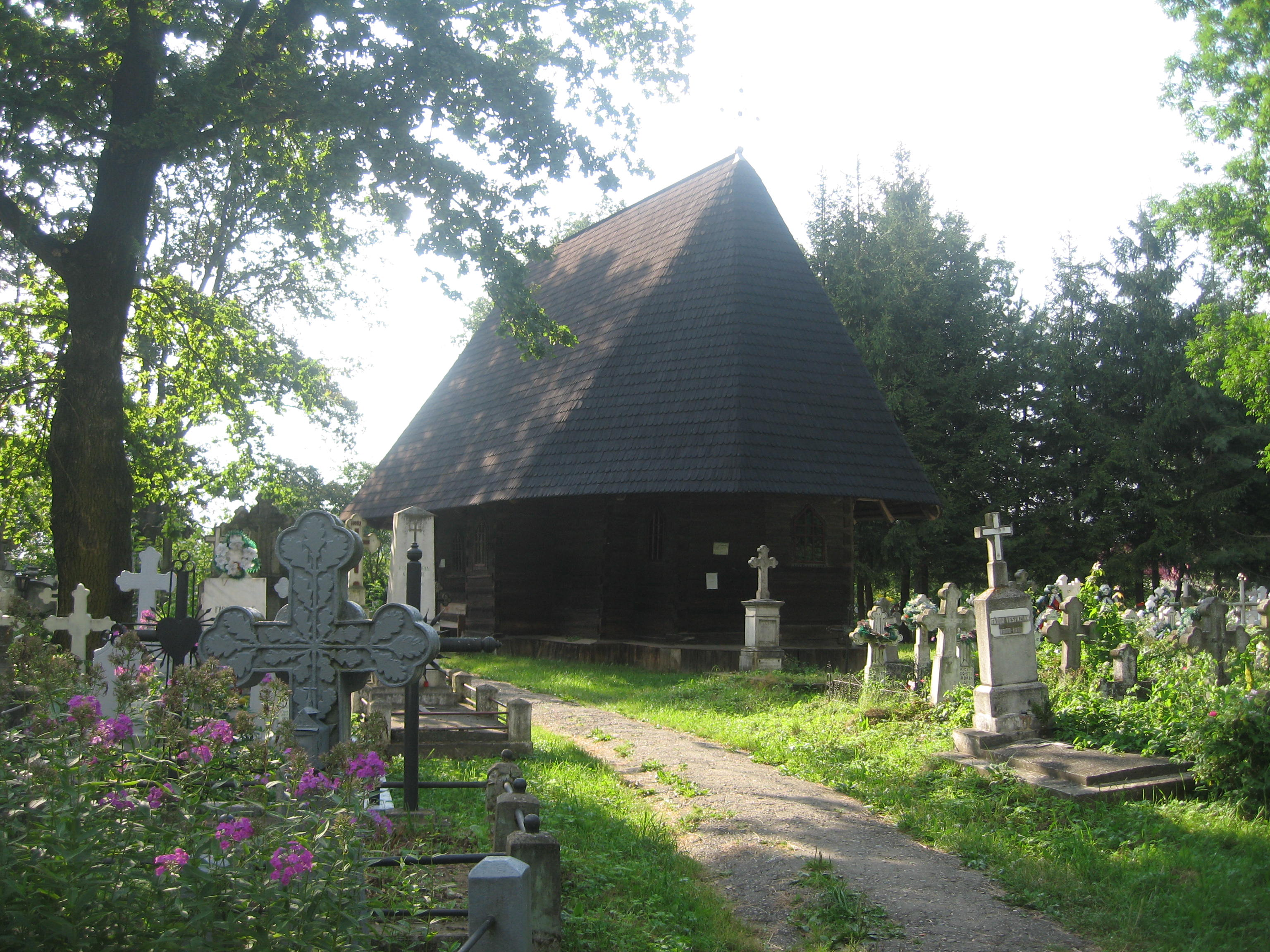
Biserica pe latura sud-estică
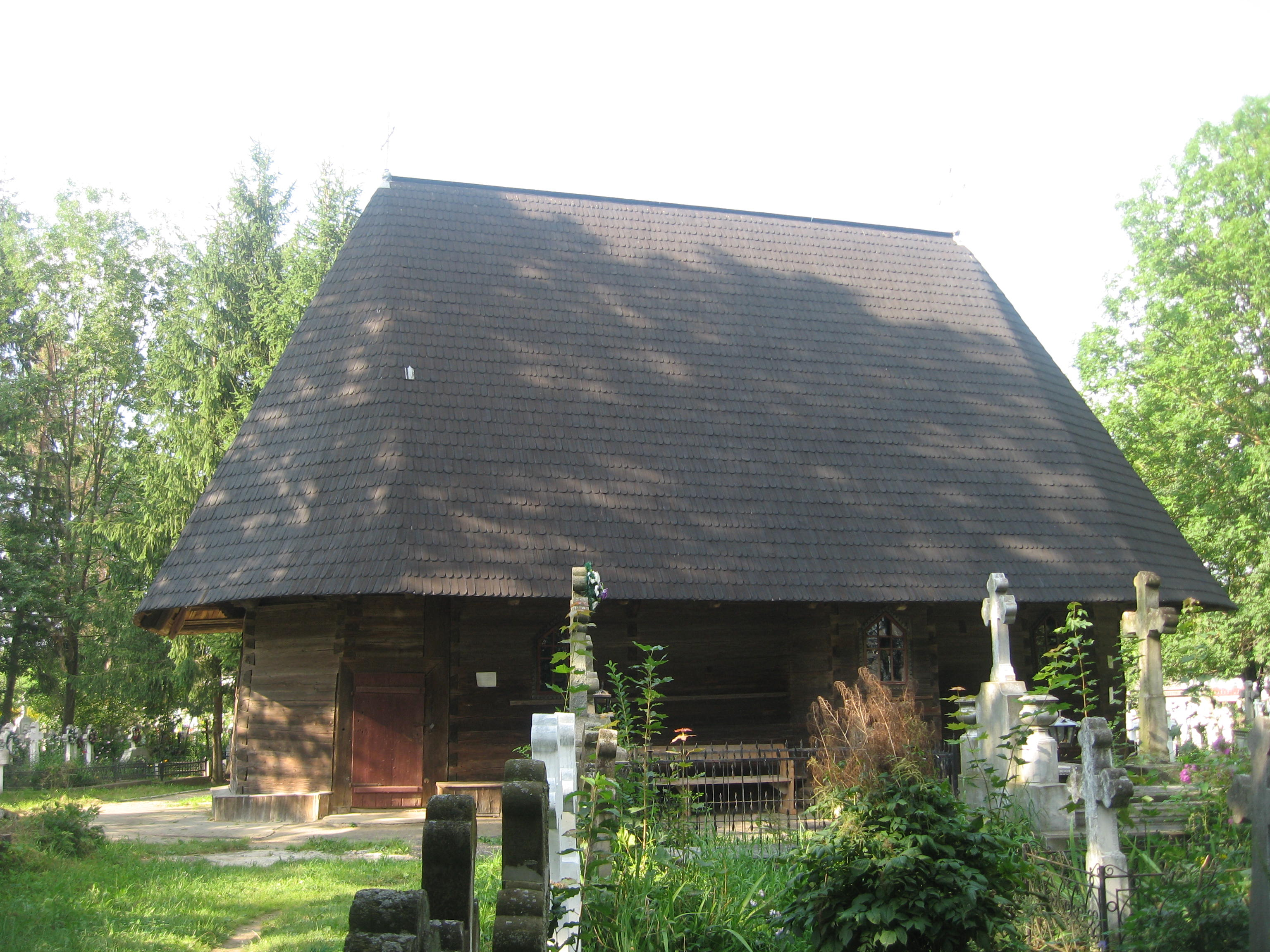
Biserica pe latura sudică
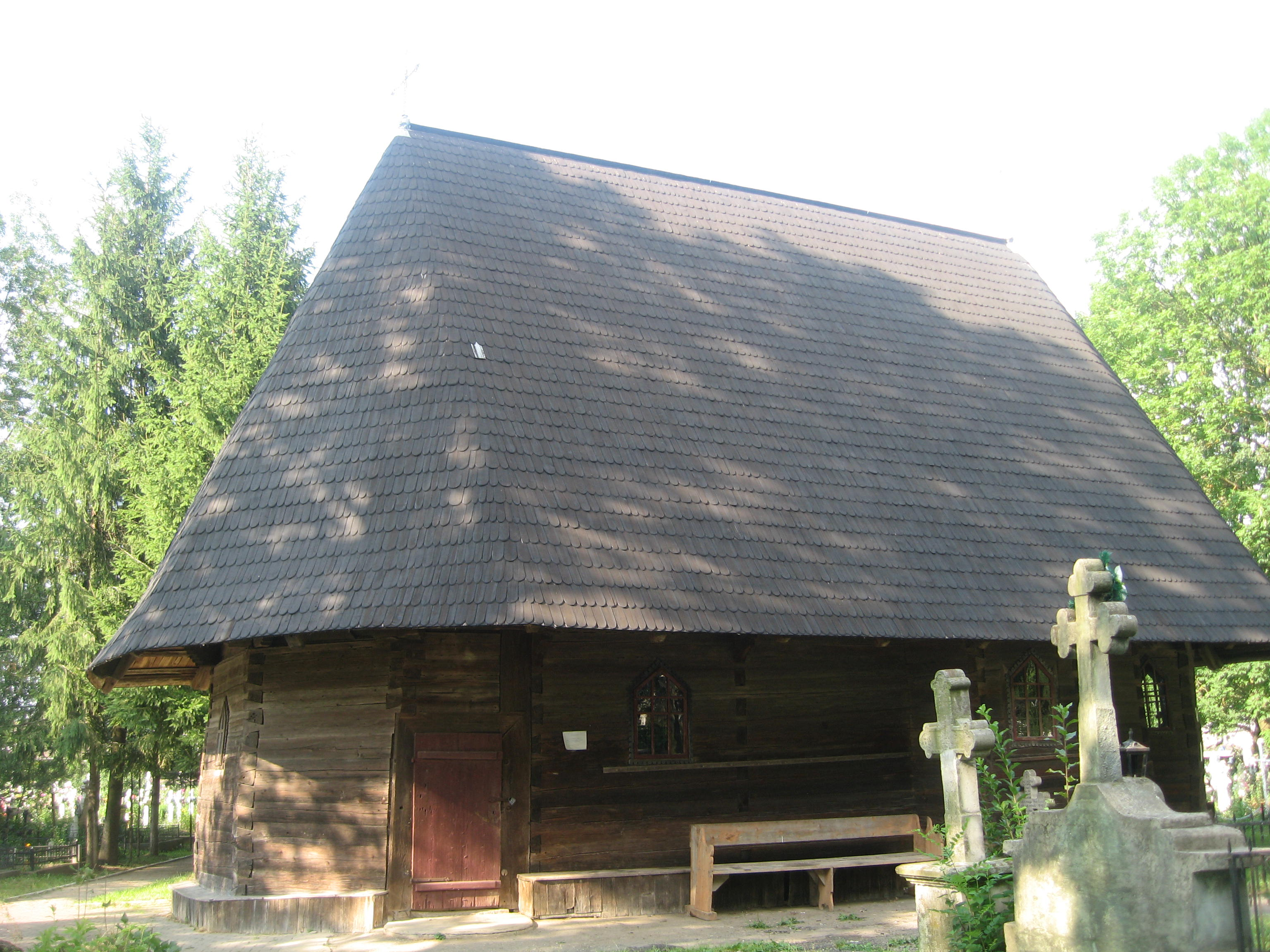
Biserica pe latura sudică
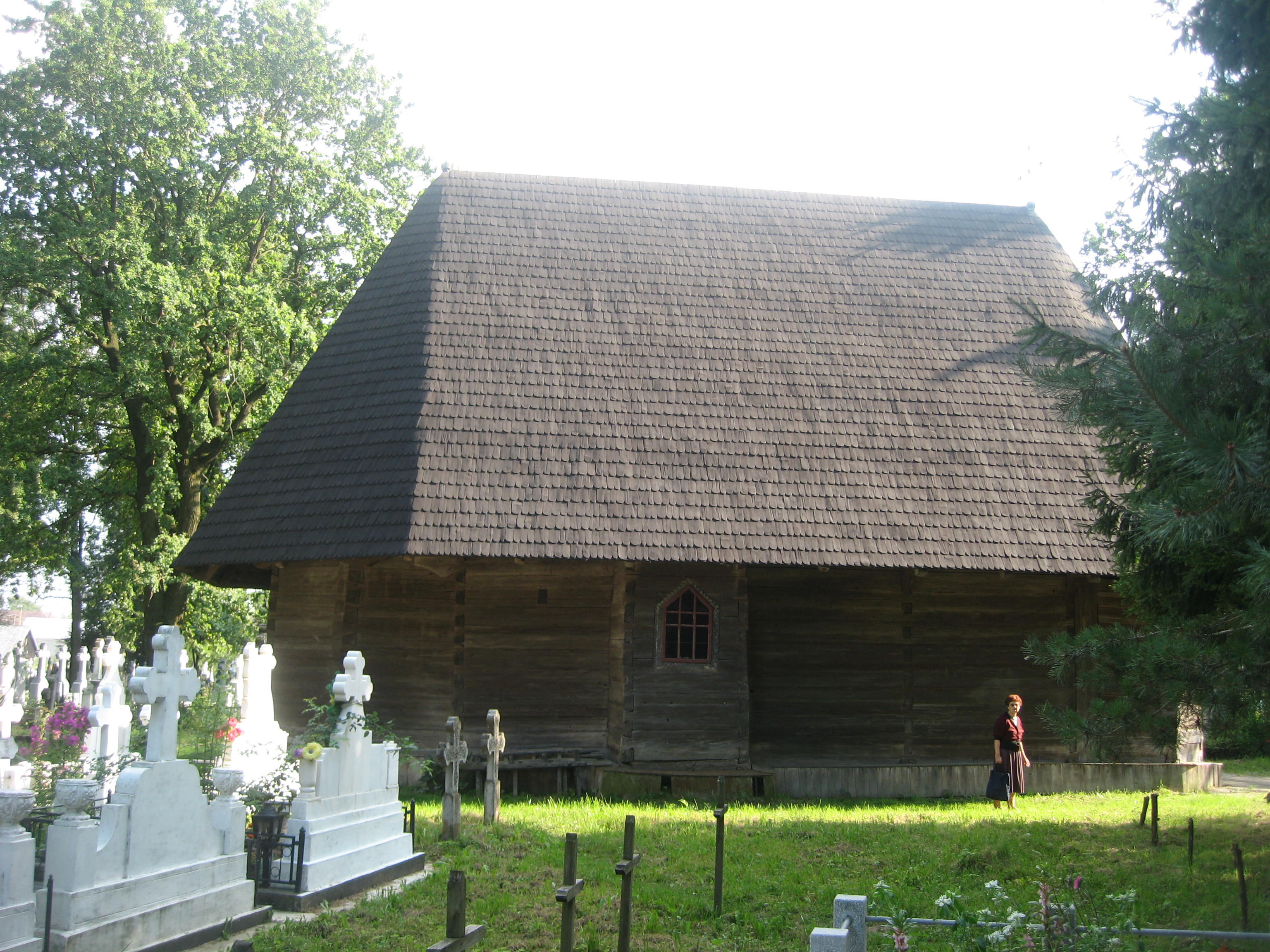
Biserica pe latura nordică
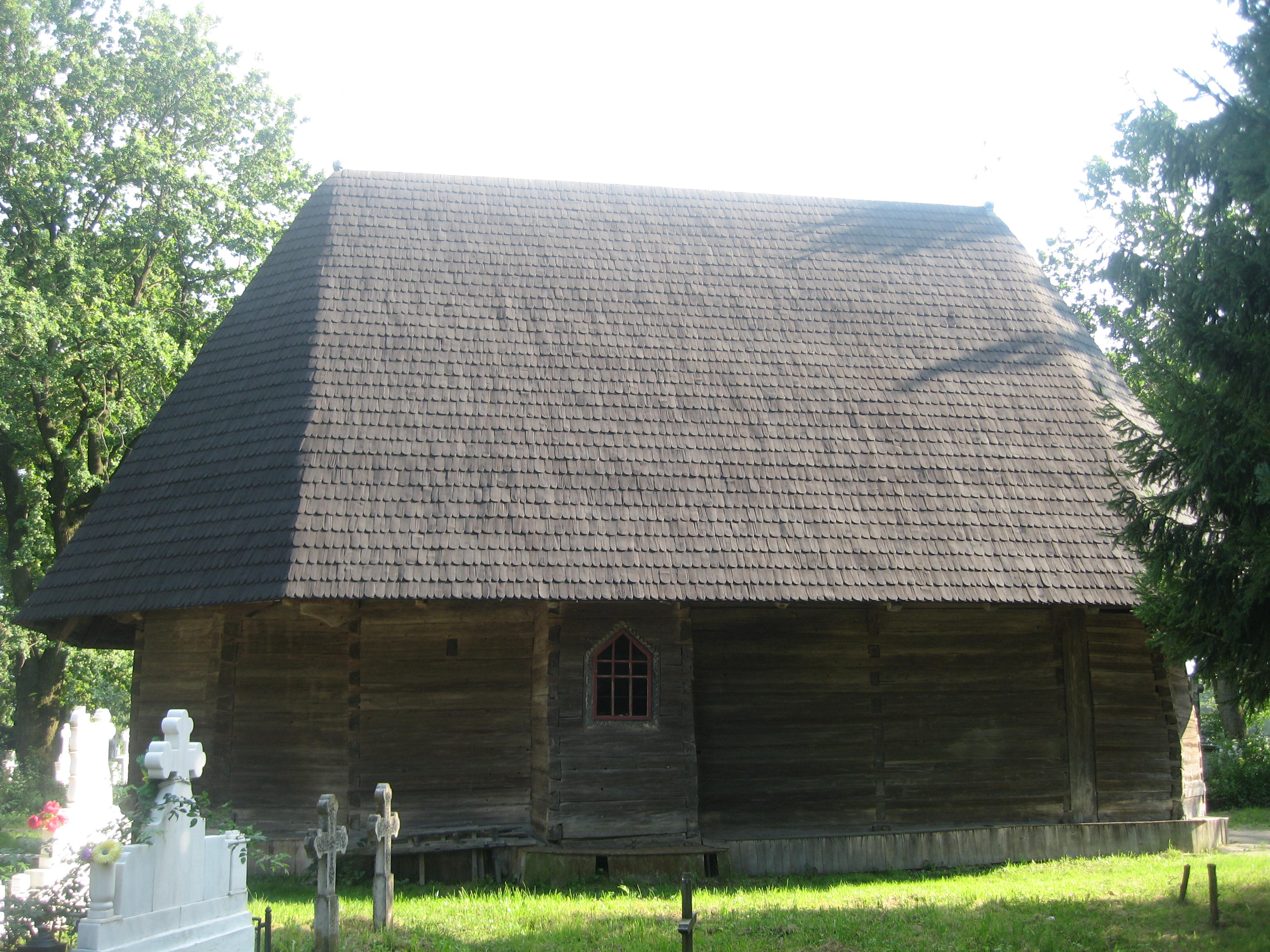
Biserica pe latura nordică
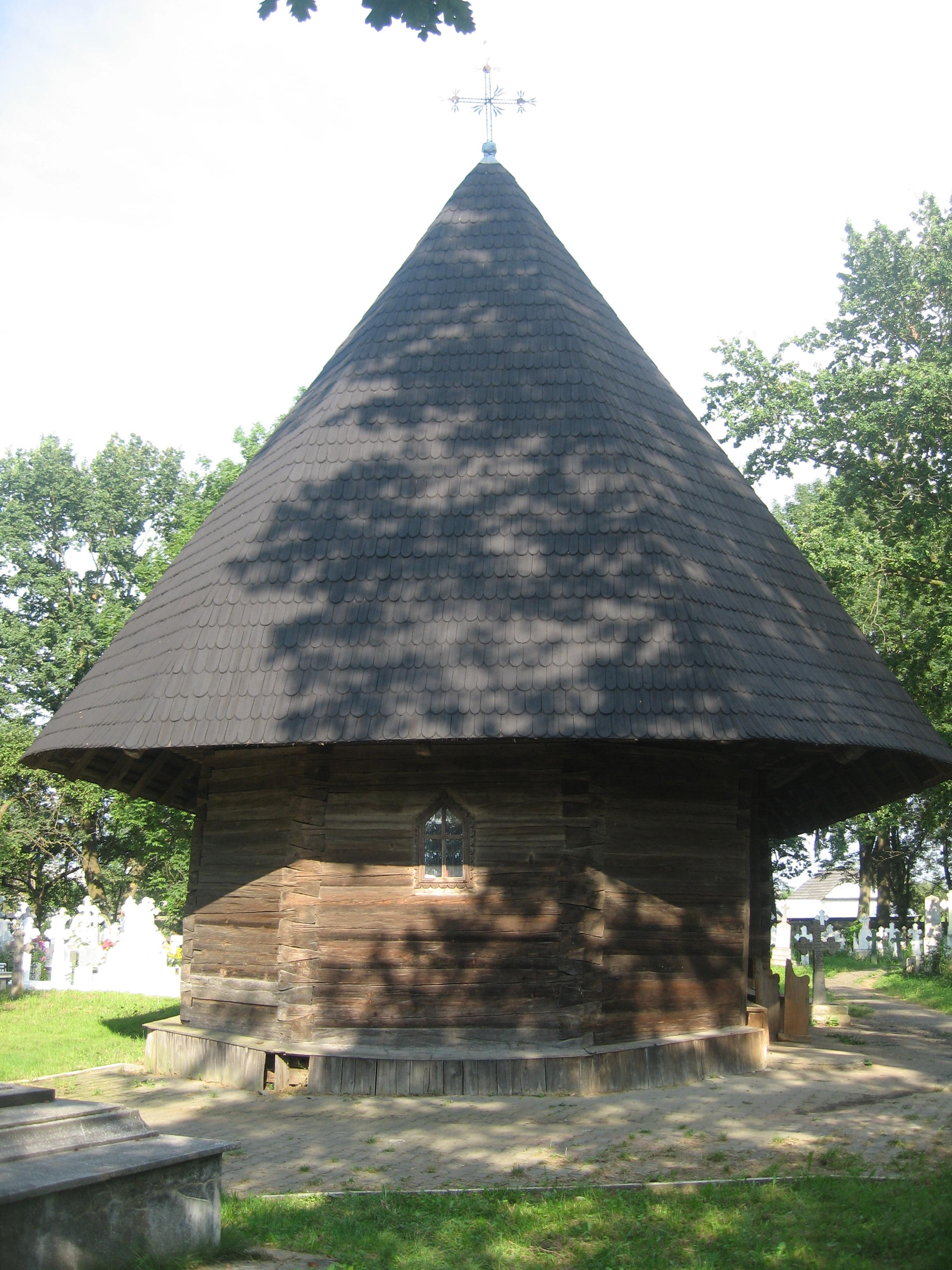
Biserica pe latura vestică
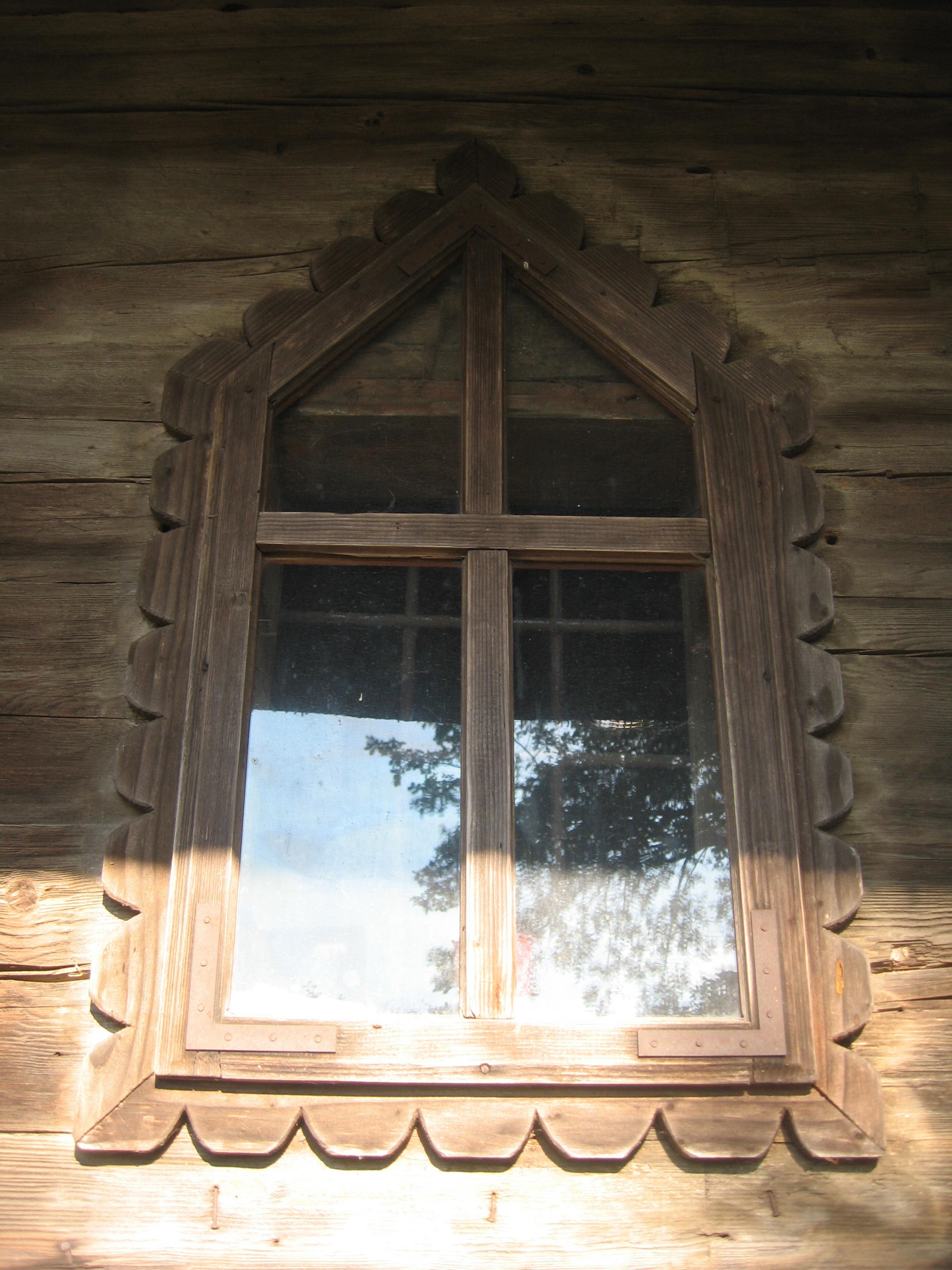
Fereastră în peretele vestic
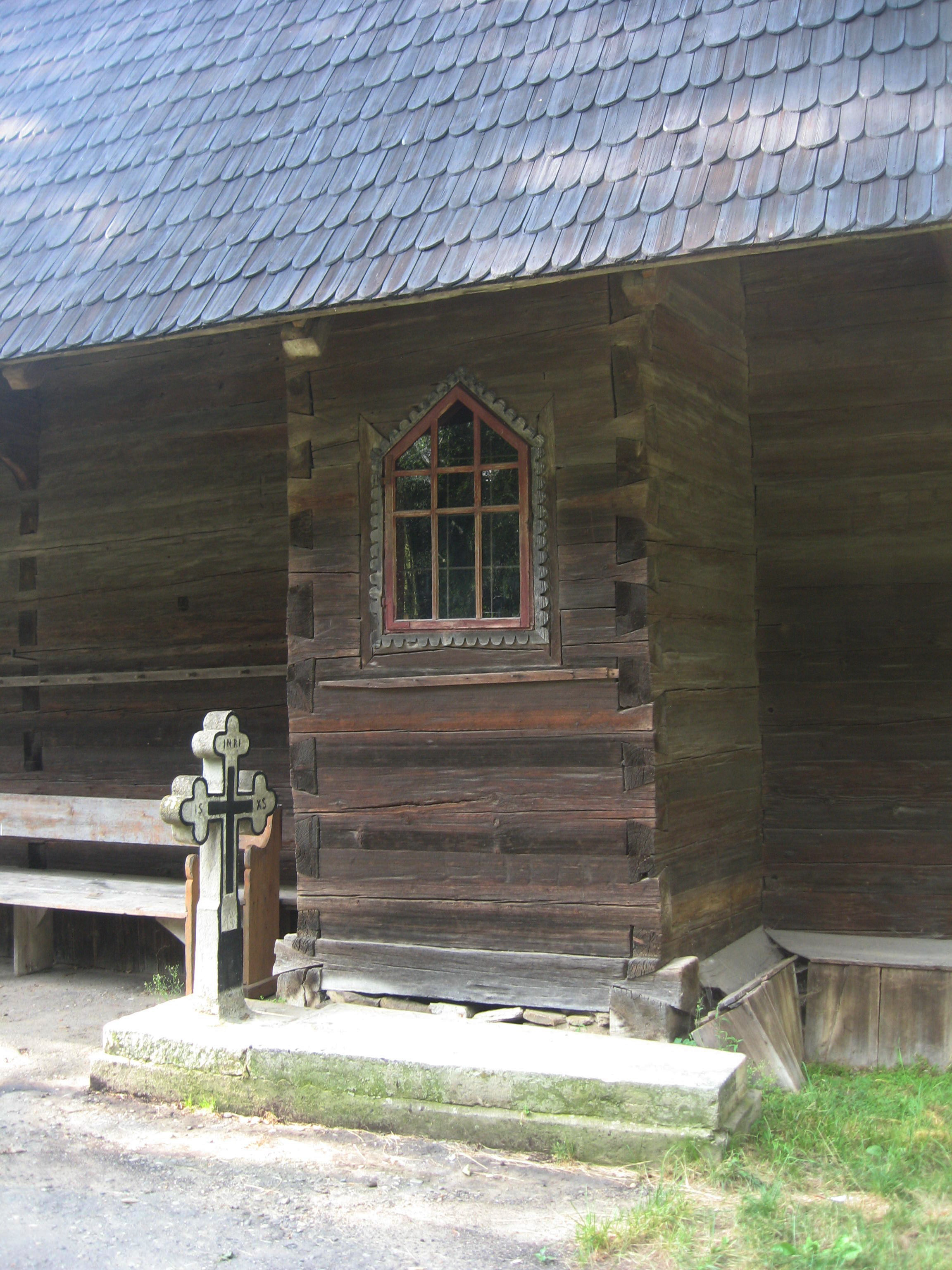
Absida laterală sudică
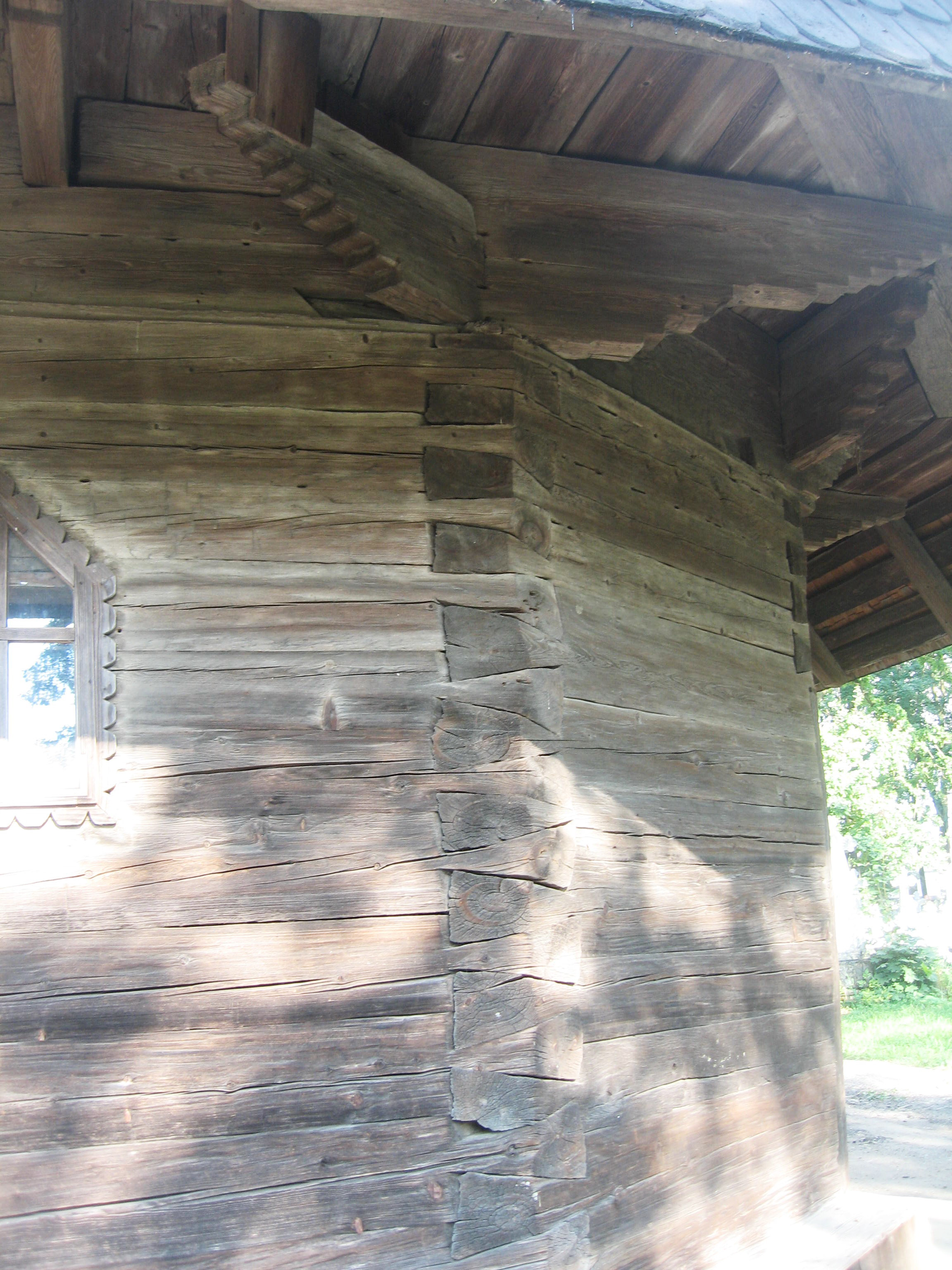
Îmbinare de bârne și console
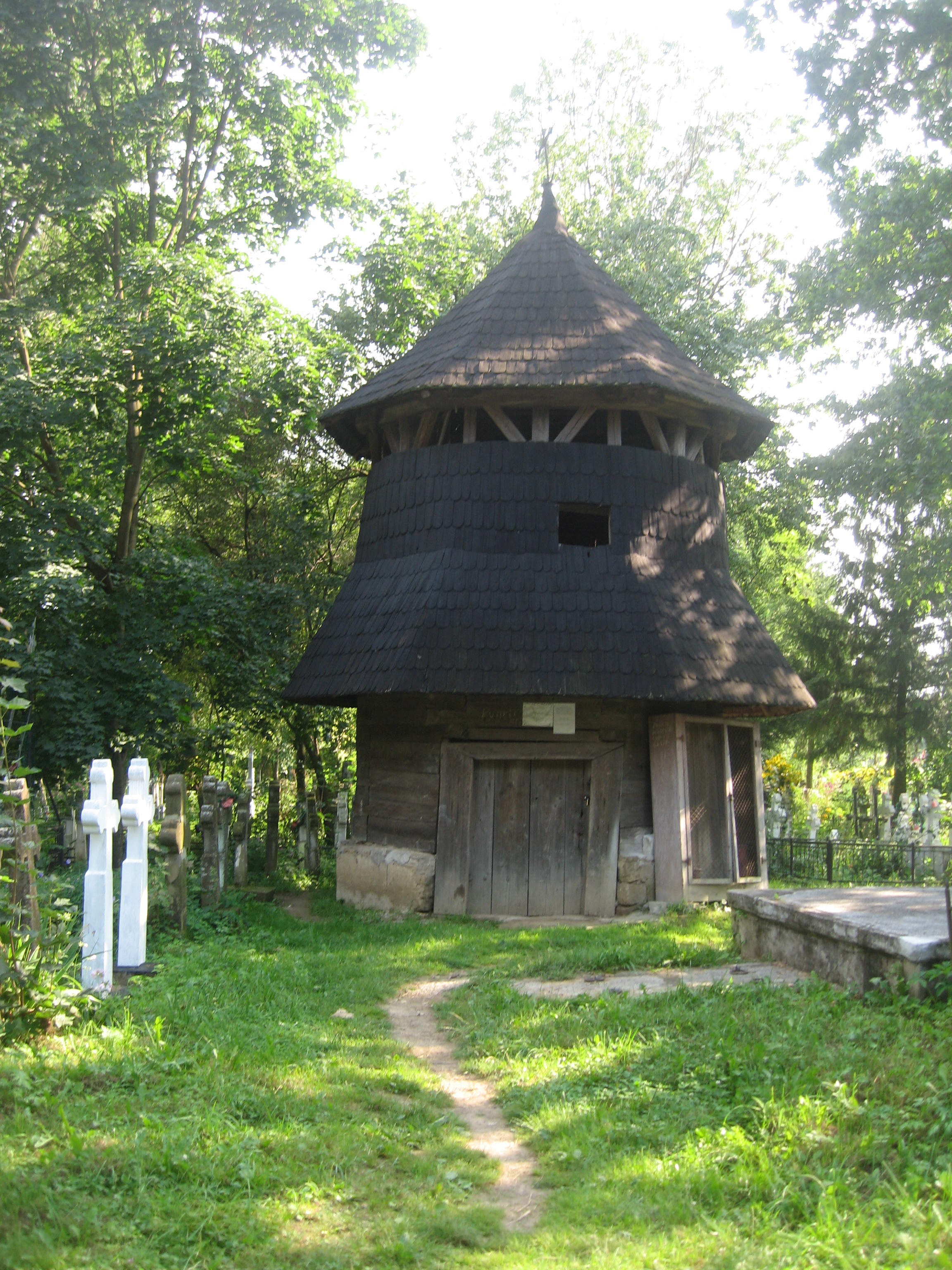
Turnul clopotniță pe latura nordică
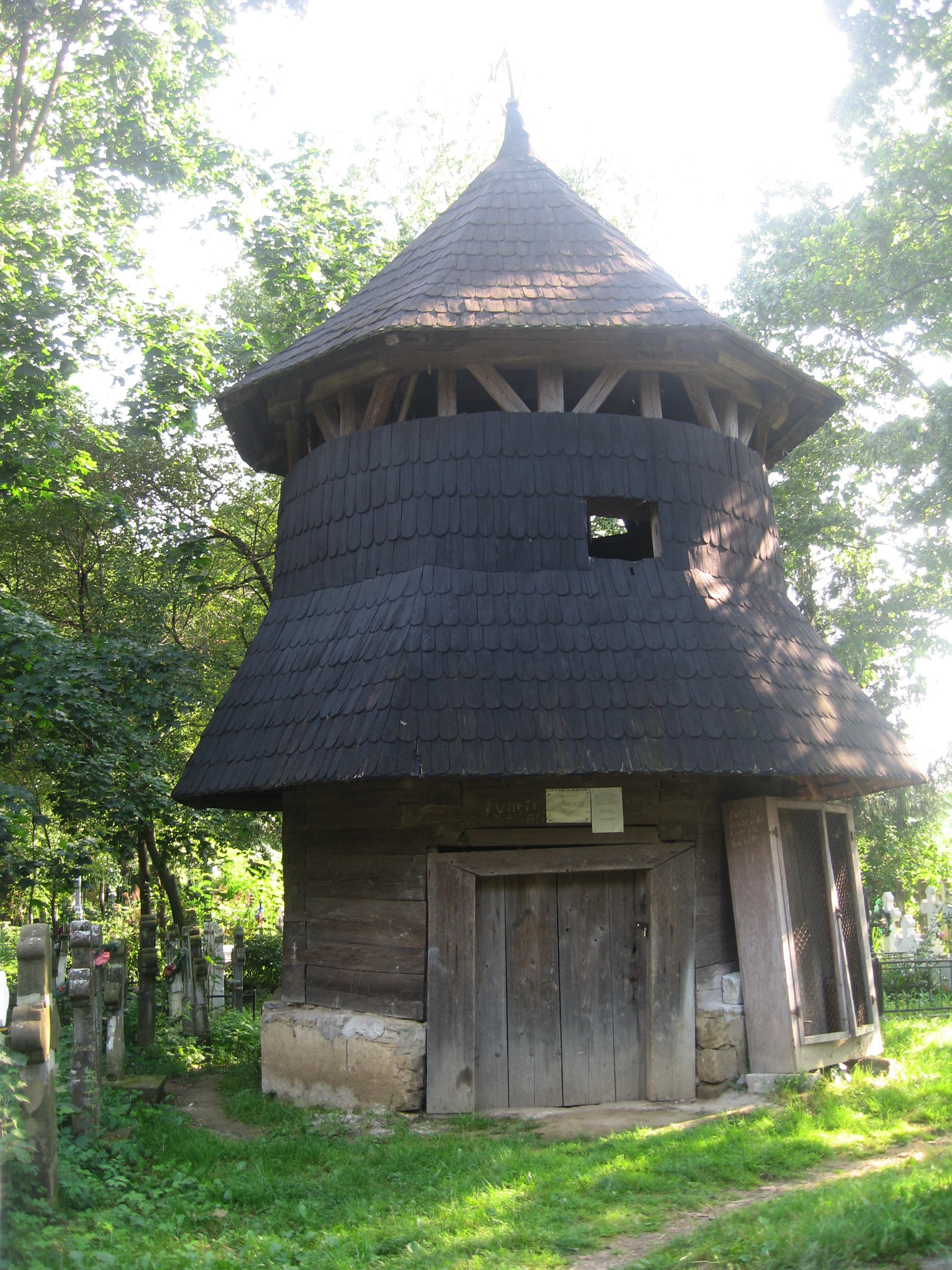
Turnul clopotniță pe latura nordică
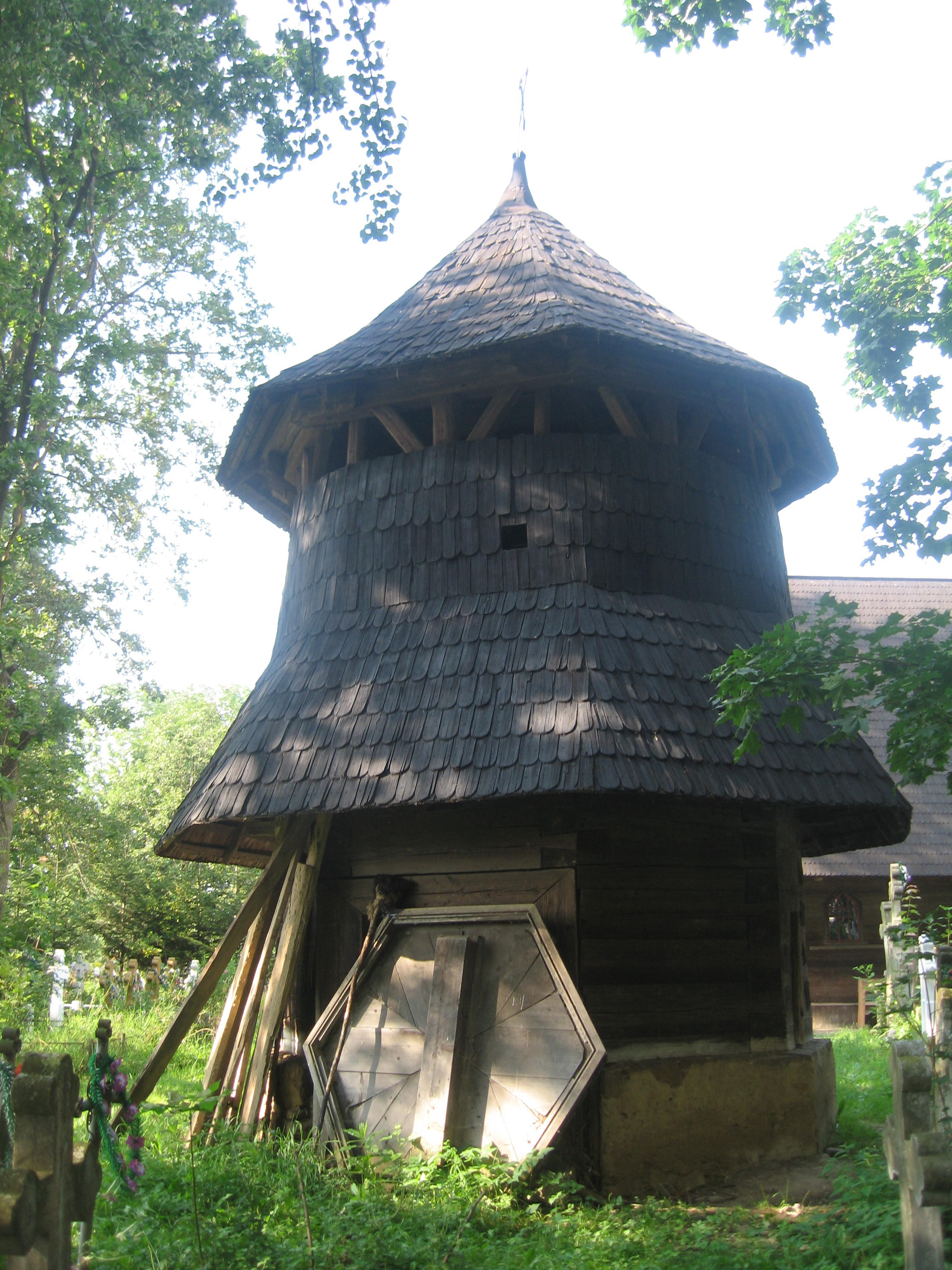
Turnul clopotniță pe latura sudică
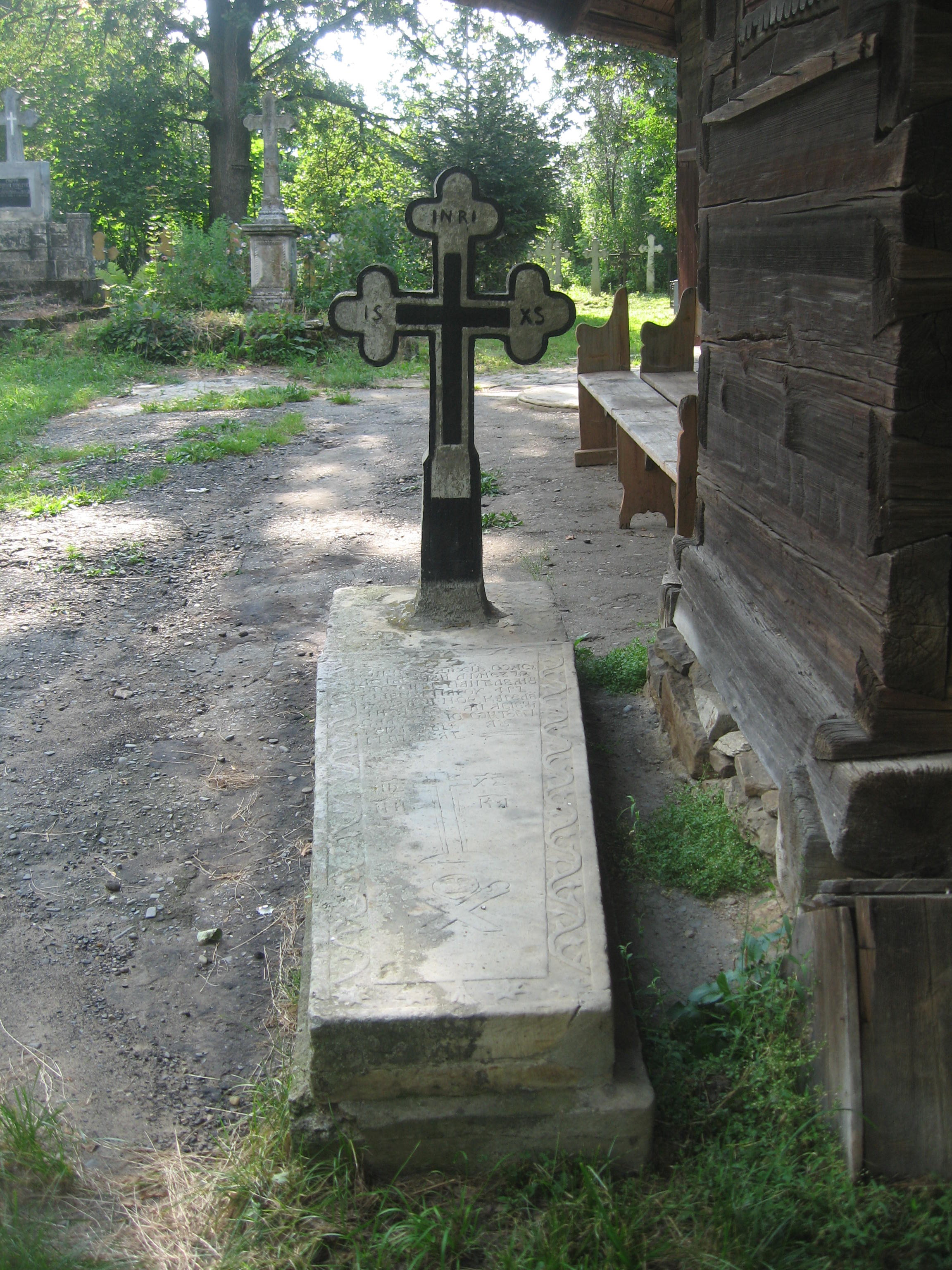
Crucea și piatra de mormânt a preotului Pantelimon Maierean
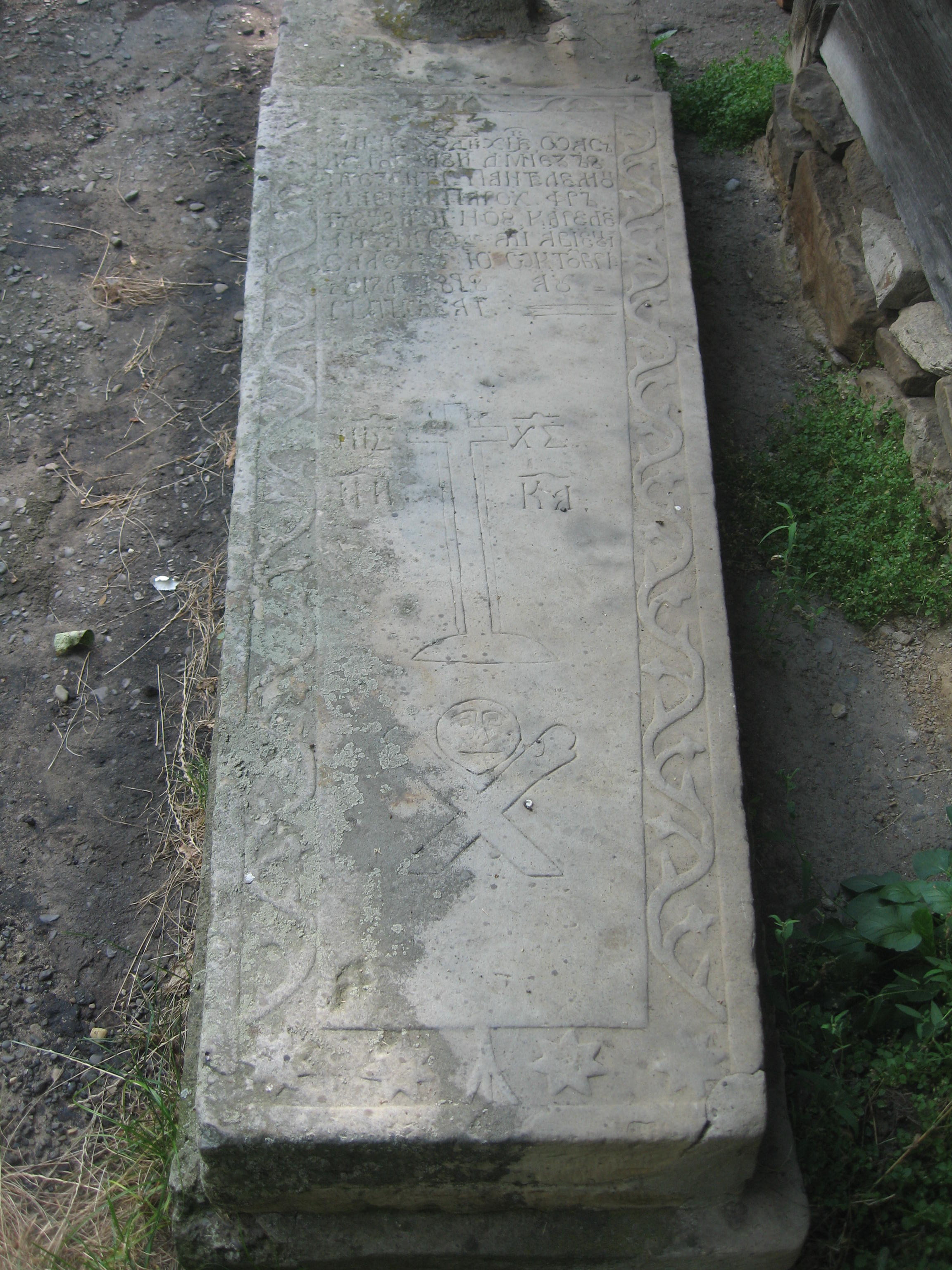
Piatra de mormânt a preotului Pantelimon Maierean
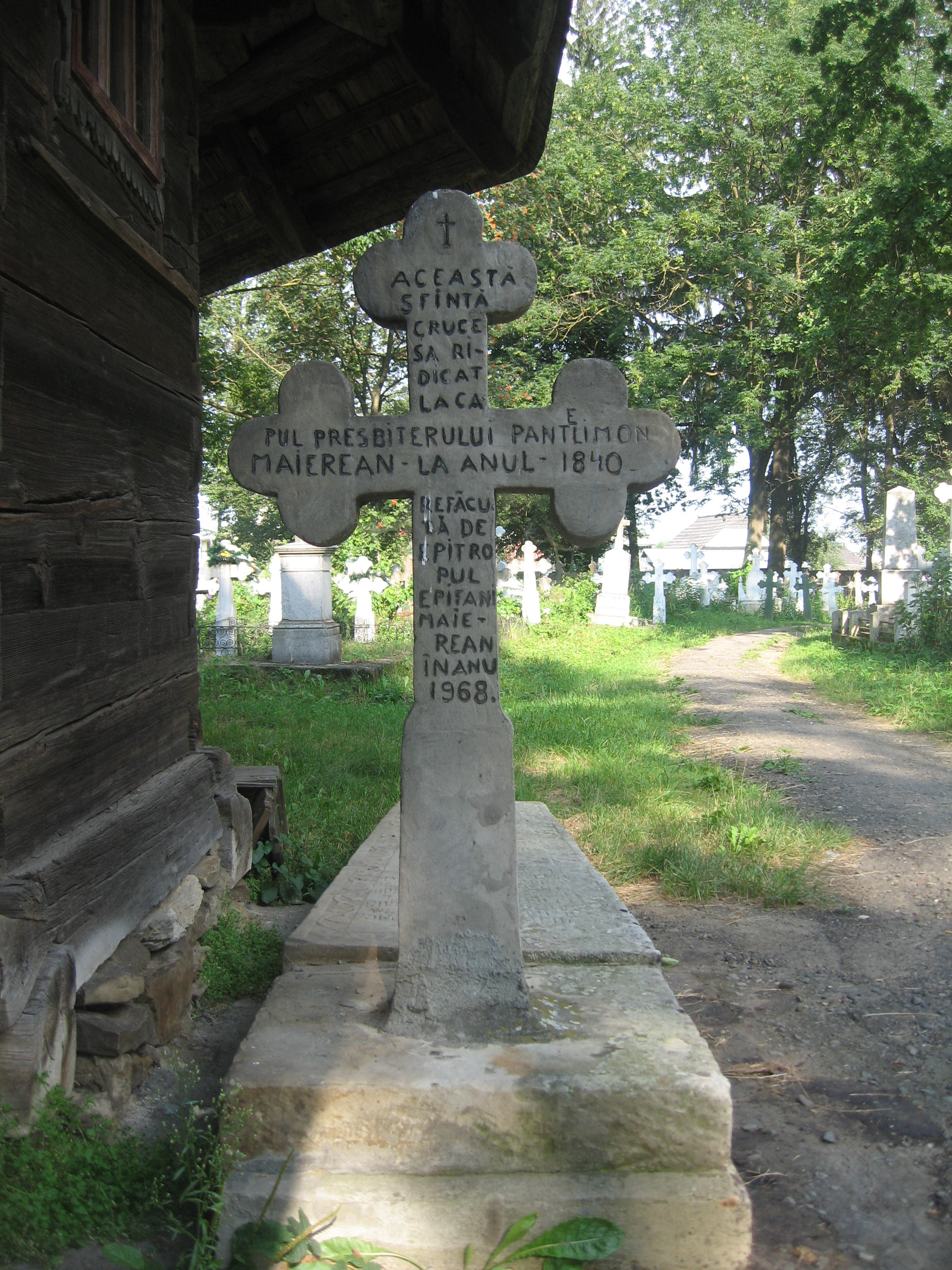
Crucea de mormânt a preotului Pantelimon Maierean
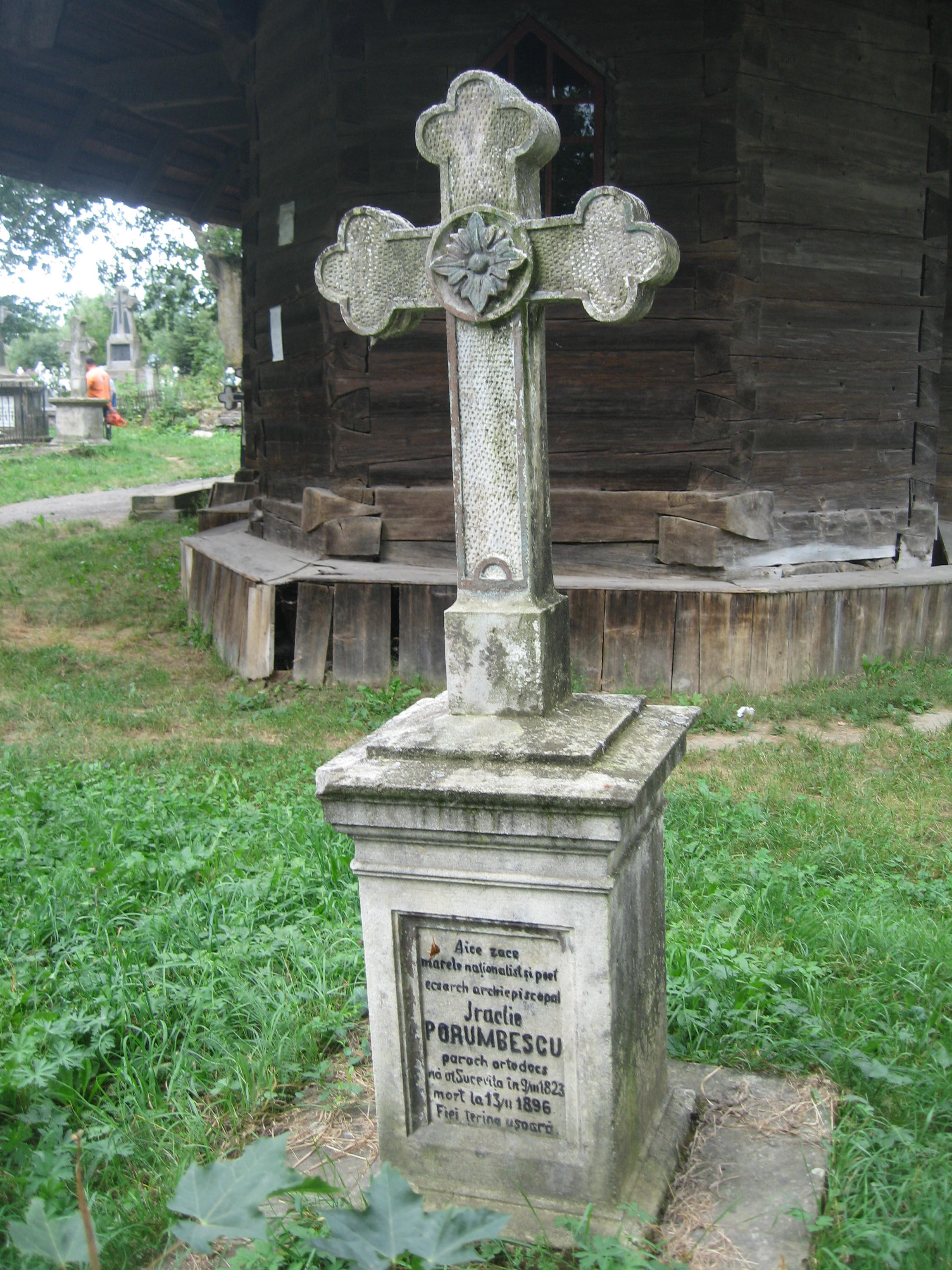
Crucea de mormânt a preotului Iraclie Porumbescu